# Puyécatl
Puyécatl är en ort i Mexiko.   Den ligger i kommunen Tampacán och delstaten San Luis Potosí, i den sydöstra delen av landet, 220 km norr om huvudstaden Mexico City. Puyécatl ligger 240 meter över havet och antalet invånare är 212.
Terrängen runt Puyécatl är kuperad söderut, men norrut är den platt. Runt Puyécatl är det ganska tätbefolkat, med 179 invånare per kvadratkilometer. Närmaste större samhälle är Tampacan, 3,3 km öster om Puyécatl. Omgivningarna runt Puyécatl är en mosaik av jordbruksmark och naturlig växtlighet.